# Tudor Cristian Jurgiu
Tudor Cristian Jurgiu est un réalisateur roumain.

## Biographie
Né à Medias, en Roumanie, en 1984. Il a étudié la réalisation à Bucarest à l'UNATC. Il a ensuite obtenu une maîtrise et est maintenant sur le point de terminer son doctorat. OLI’S WEDDING, son premier court métrage a remporté plusieurs prix tels que : Meilleur court métrage de fiction au Leeds IFF, Meilleur court métrage au Anonimul IFF, Meilleur film roumain au Next IFF. Son court métrage de maîtrise, IN THE FISHBOWL, a remporté le troisième prix au Concours de la Cinefondation de Cannes en 2013. Il a remporté le prix du meilleur court métrage à Zagreb FF et a été en compétition à Uppsala FF et à Tel Aviv Student FF, entre autres. THE JAPANESE DOG est son premier long métrage, présenté en première au Festival du film de San Sebastian, New Directors 2016. Il a également remporté le prix du meilleur film au FF de Vilnius et le prix du premier long métrage au FF de Varsovie.

## Filmographie partielle
- 2009 : Nunta lui Oli - Court-métrage
- 2013 : In the Fishbowl  (În Acvariu) - Court-métrage
- 2013 : The Japanese Dog (Câinele Japonez)